# 維氏

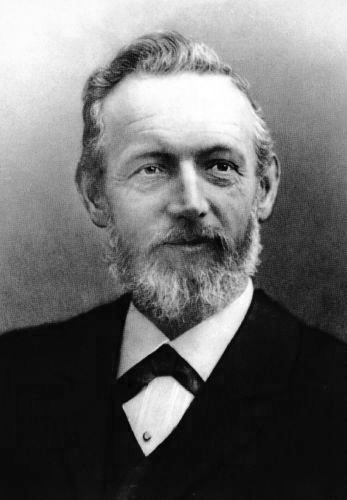
瑞士維氏的始創人卡爾·埃森納

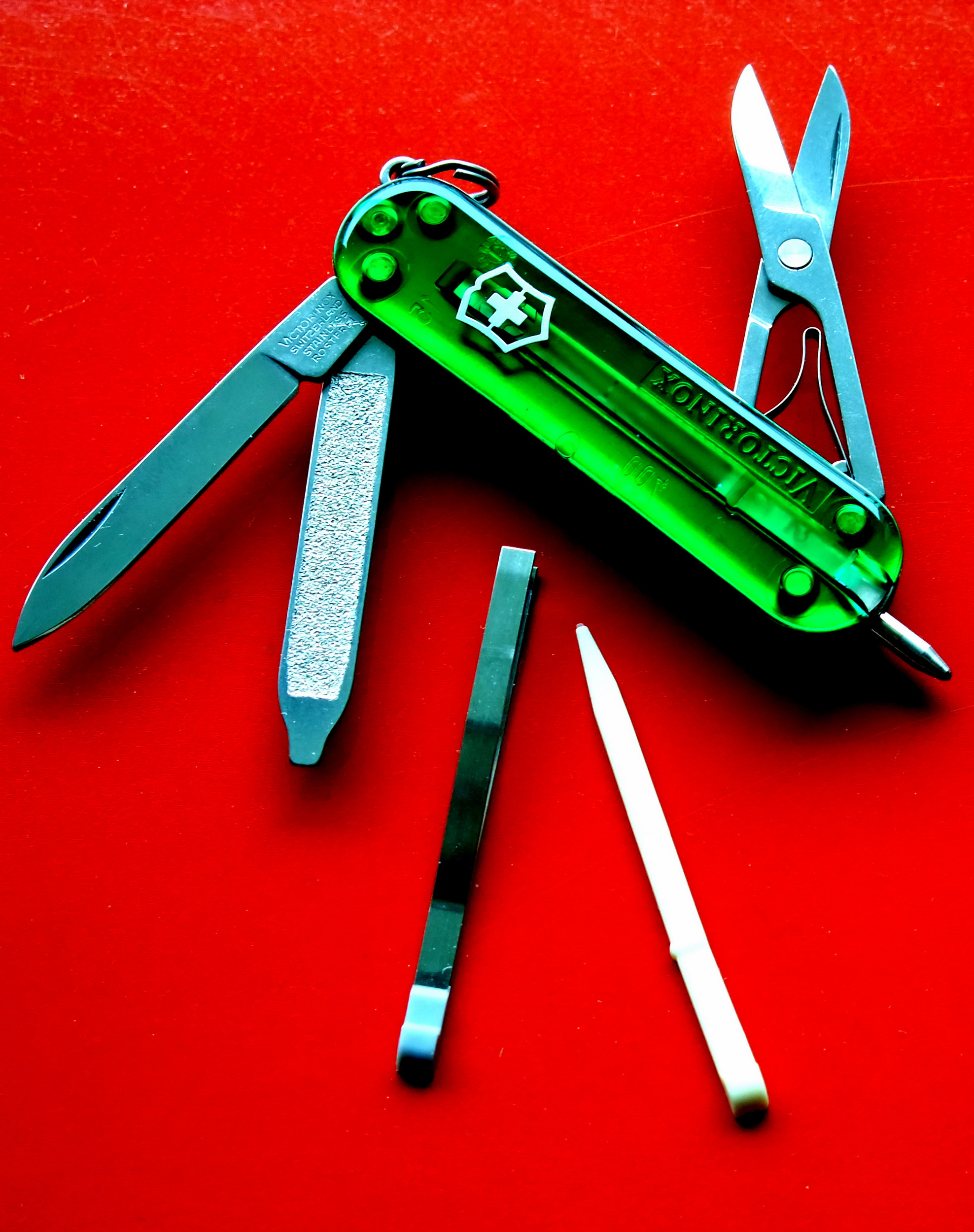
瑞士維氏Signature綠色透明迷你瑞士軍刀，含小刀、剪刀、指甲銼、小一字起子、鑷子、牙籤及原子筆功能。

瑞士維氏（英語：Victorinox AG）是一家以製造瑞士軍刀等工具產品的瑞士公司，也是目前瑞士軍方的唯一的軍刀供應商。

## 歷史
1884年由卡爾·埃森納（1860年－1918年）於瑞士伊巴赫創立。七年後，工坊開始製造提供給瑞士軍隊的第一代多用途刀具。
1909年，埃森納開始啟用盾牌中有個十字的商標造型，刻在他所生產的刀具上，與當時市面上為數眾多的仿製品作為區隔。同年稍後，他的母親維多利亞·埃森納-歐特（Victoria Elsener-Ott）去世，為了紀念母親，埃爾森納將母親的名字「維多利亞」（Victoria）作為產品的商標。後來，1921年不鏽鋼被發明，埃森納於是將法文中不鏽鋼的縮寫「Inox」加入品牌名稱中，正式創造「Victorinox」這命名，並沿用至今。
在經歷了四代經營者後，如今由卡爾·埃森納的曾孫小卡爾·埃森納掌舵公司。今天，Victorinox 瑞士維氏的瑞士軍刀已成為全球十幾支軍隊，甚至是美國太空總署太空人的標準裝備。
1970年代開始，紐約現代藝術博物館將瑞士軍刀列為館內長期收藏品，自此Victorinox 瑞士維氏變得更多元化，產品線拓展至廚刀、腕錶、旅行箱包、服裝與香水等
瑞士維氏2010年的銷售額為5億瑞士法郎（約5.3億美元），其在伊巴赫總部雇有900名員工。每日可生產2.8萬支瑞士刀。

## 圖片

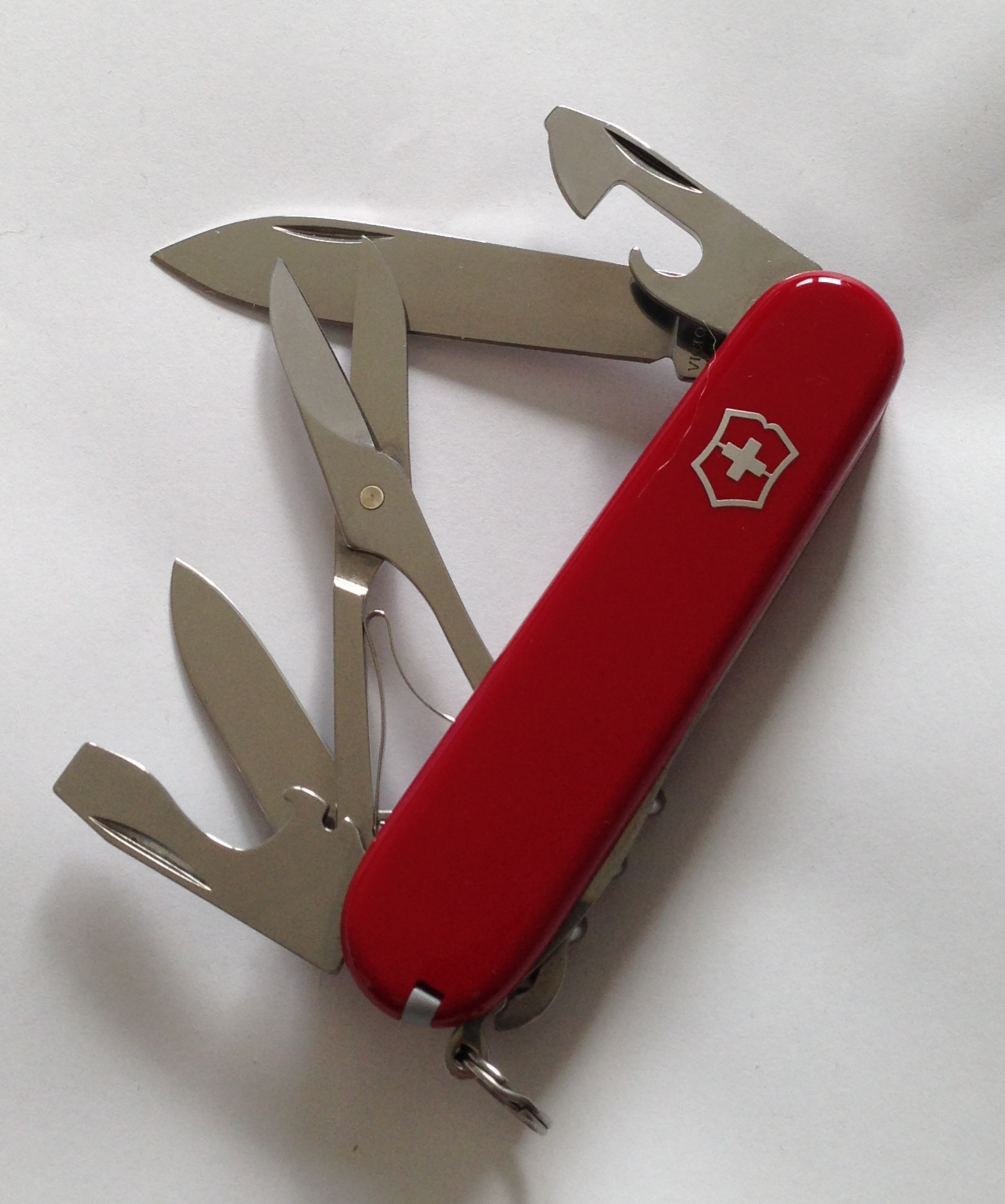
VICTORINOX瑞士維氏 瑞士軍刀- CLIMBER
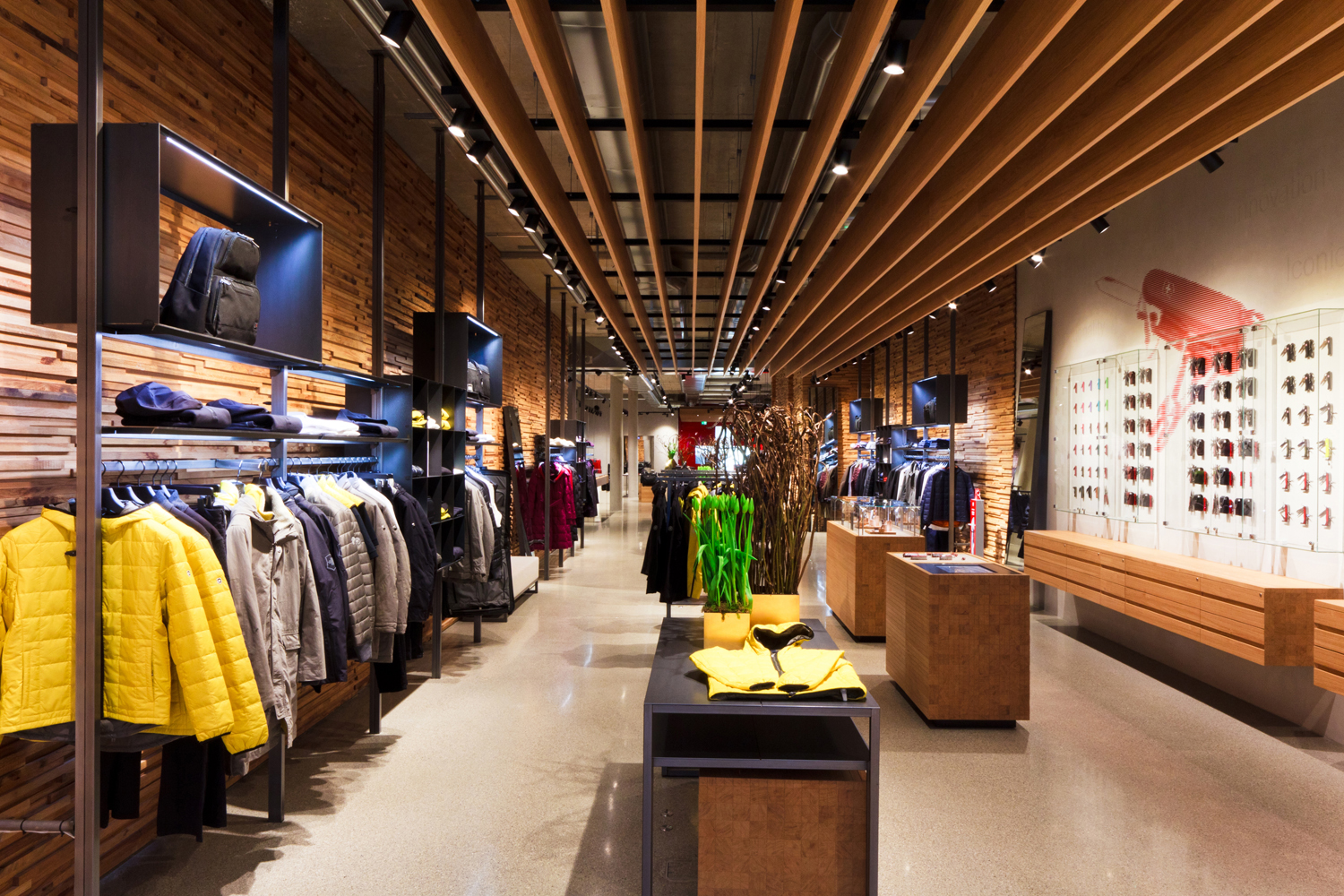
VICTORINOX 瑞士維氏 專門店
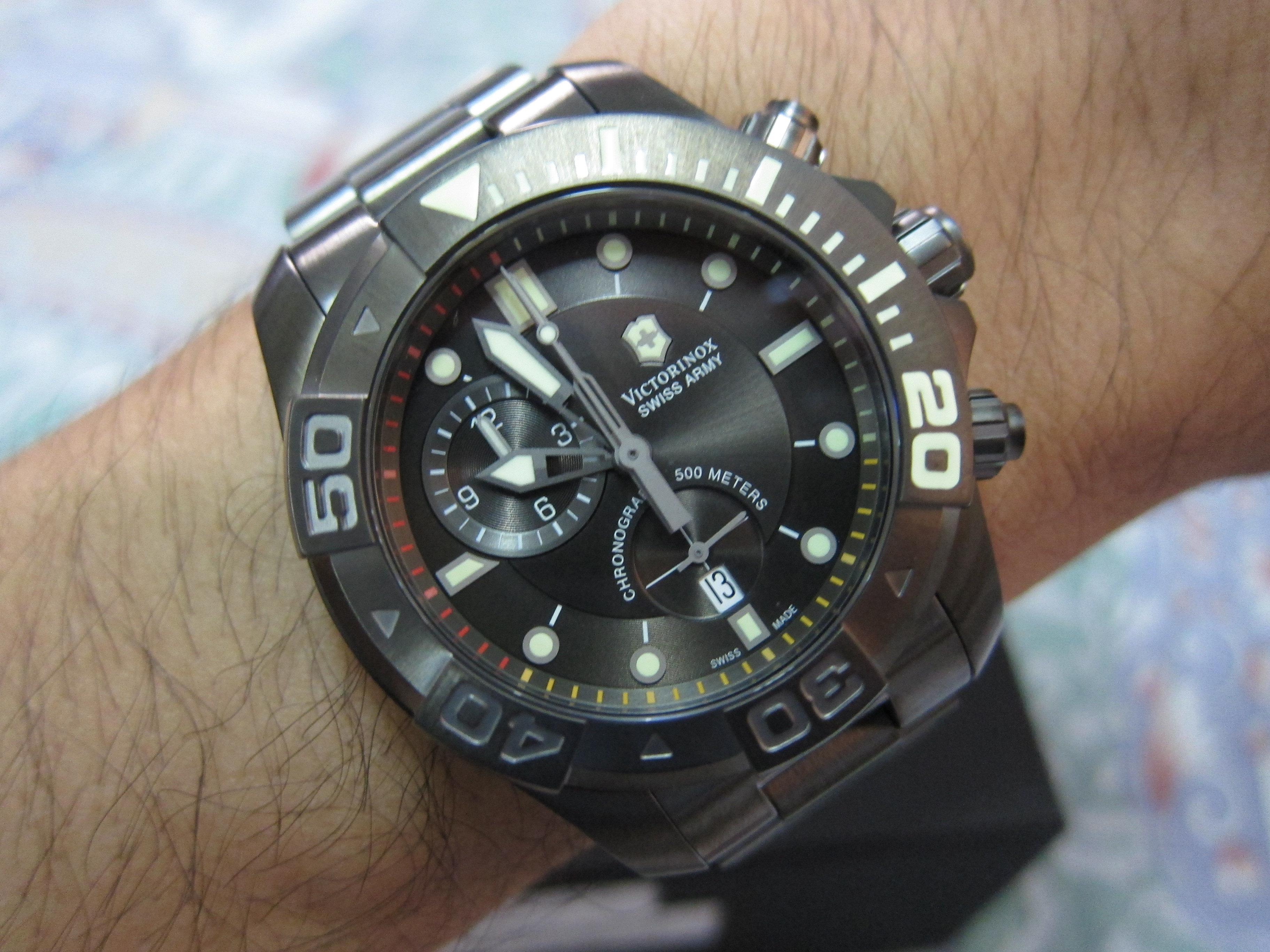
VICTORINOX瑞士維氏 腕錶
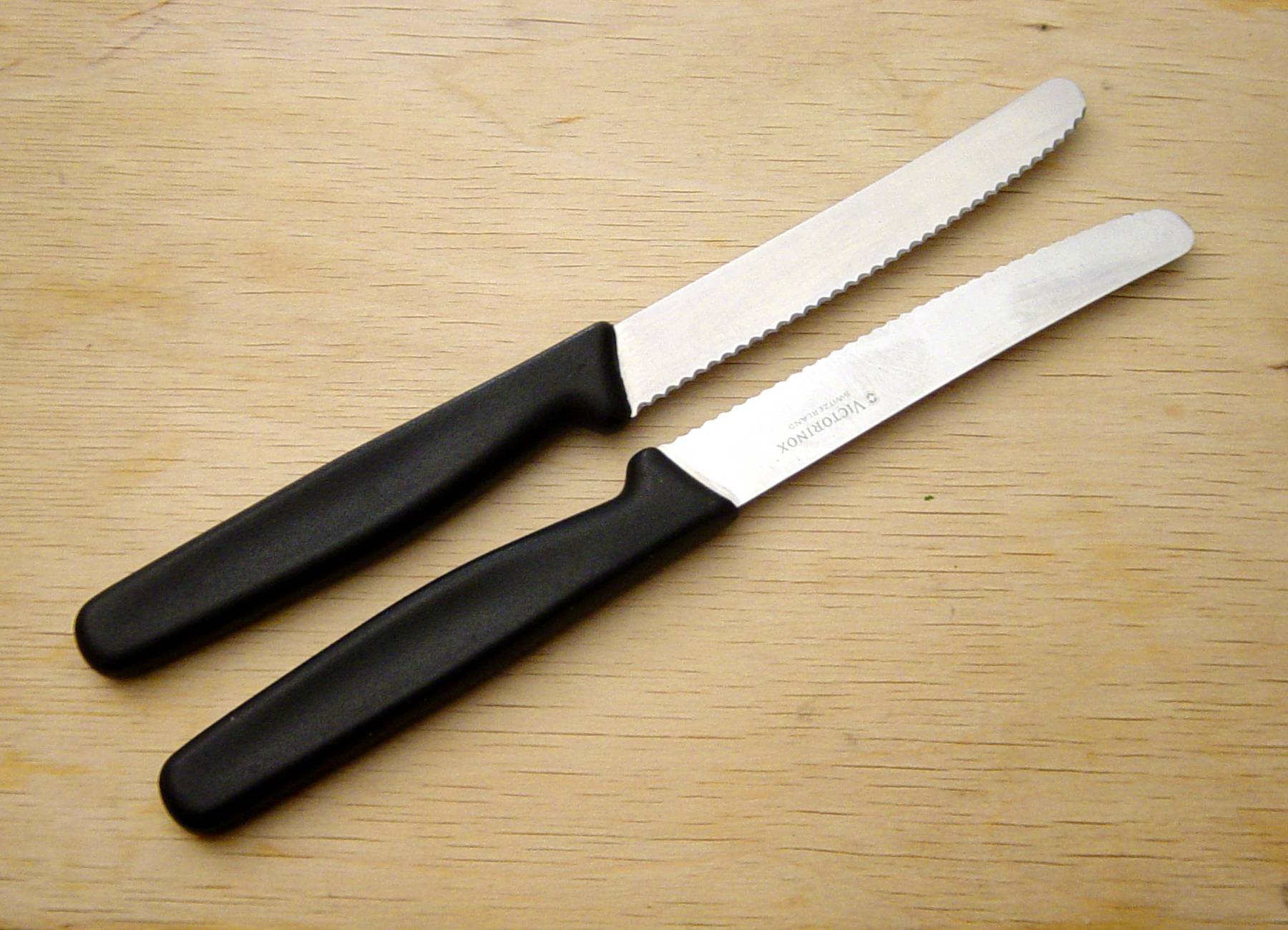
VICTORINOX瑞士維氏 廚刀-蔬果刀

## 資料來源
1. ↑  . Neue Luzerner Zeitung. 2014-10-22  [2020-05-10]. （原始内容 (PDF)存档于2015-03-13） （德语）.
2. ↑  .   [2011-01-07]. （原始内容存档于2009-01-12）.
3. ↑  .   [2011-01-07]. （原始内容存档于2012-11-16）.

## 外部連結
- .   [2022-07-13]. （原始内容存档于2012-01-14） （英语）.